# Paranovelsis moravicus
Paranovelsis moravicus — вид жуків родини шкіроїдів (Dermestidae). Описаний у 2018 році.

## Поширення
Вид описаний з чотирьох особин, що знайдені у 2012 році в південноморавських лісах у заплаві над злиттям річок Морава та Діє в Чехії. Це унікальна знахідка, оскільки Центральна Європа добре вивчена і тут рідко виявляється невідомі науці види комах. Науковий опис виду зробив чеський ентомолог Їржі Гава з Чеського університету наук про життя в Празі. У 2020 році знайдений в алювіальному лісі в заплаві річки Боржава за 5 км від села Великі Береги Берегівського району Закарпатської області України.

## Опис
Жук завдовжки 5 мм, чорно-коричневого забарвлення.